# Silvio Santos Vem Aí (filme)
Silvio Santos Vem Aí! é um futuro filme biográfico brasileiro de 2025, dirigido por Cris D'Amato. Estrelado por Leandro Hassum, o longa é baseado na vida do apresentador Silvio Santos, e sua trama gira em torno do ano de 1989, quando o apresentador decidiu se candidatar à presidência do Brasil. O elenco também conta com Manu Gavassi, Regiane Alves, Marcelo Laham, Gabriel Godoy, Hugo Bonemer e Vanessa Giácomo. O lançamento nos cinemas do Brasil está previsto para o dia 30 de outubro de 2025, com distribuição da Paris Filmes.

## Sinopse
Silvio Santos Vem Aí é um drama biográfico que explora a notável jornada de um dos maiores comunicadores da televisão brasileira: Silvio Santos. Por meio de uma cuidadosa reconstituição histórica, o filme transporta o público aos tempos de ouro do rádio e aos primórdios da televisão, revelando como um jovem de origem humilde ascendeu para se tornar a figura central do entretenimento nacional. A narrativa começa na infância do protagonista, destacando sua veia empreendedora e ousadia inatas — qualidades decisivas para o futuro império que ele viria a construir. O filme também detalha como ele soube conciliar as carreiras de apresentador e empresário, culminando no início da década de 1980, quando Silvio Santos venceu a licitação do governo federal e obteve o direito de fundar sua própria rede de televisão. Esta produção, ideal para toda a família, visa ser um registro histórico duradouro sobre a vida de um brasileiro visionário que transformou e influenciou a vida de inúmeras pessoas.

## História
As gravações do filme começaram na cidade de São Paulo na segunda semana de novembro de 2024. O filme retratará como eram os bastidores do Programa Silvio Santos, revelando detalhes por trás das câmeras do programa. Através das redes sociais Gabi Spaciari revelou que também faz parte do elenco interpretando a modelo Elke Maravilha.[carece de fontes?] Em 3 de julho de 2025 a Paris Filmes divulgou a data de lançamento oficial do filme juntamente com o pôster, o filme está previsto para ser lançado no dia 30 de outubro de 2025 nos cinemas. Também foi divulgado que Marcelo Laham, Gabriel Godoy, Hugo Bonemer e Vanessa Giácomo também fazem parte do elenco do filme.

## Elenco
- Leandro Hassum como Silvio Santos[3]

- Manu Gavassi como Marilia
- Regiane Alves como Iris Abravanel

Leandro Hassum caracterizado como Silvio Santos no filme

- Gabi Spaciari como Elke Maravilha[12][carece de fonte melhor]
- Marcelo Laham
- Gabriel Godoy
- Hugo Bonemer como Carlinhos
- Vanessa Giácomo

## Lançamento
Silvio Santos Vem Aí está previsto para ser lançado nos cinemas no dia 30 de outubro de 2025, após ser adiado da data de lançamento inicial que seria 14 de agosto de 2025.